# Werner Dies
Werner Dies (né le 15 janvier 1928 à Francfort-sur-le-Main, mort le 5 février 2003) est un musicien allemand de jazz, aussi compositeur et arrangeur de chansons de schlager.

## Biographie
Il apprend en 1946 de façon autodidacte la guitare et le saxophone ténor et joue dans les clubs américains. En 1947, il étudie la clarinette et la composition et joue de la guitare de 1947 à 1955 dans l'orchestre de Willy Berking ; par ailleurs, il joue au Hotclub Combo (de) et au Two Beat Stompers, ce qui lui vaut de faire une tournée en Yougoslavie. De 1955 à 1965, il est membre du sextet de Hazy Osterwald (jouant au Deutsches Jazzfestival à Francfort en 1958), travaille comme musicien de studio et arrangeur, tourne avec son propre orchestre à Cologne ou avec Joe Turner. En 1968, il devient membre du Charly Antolini Orchestra.
Sa mélodie Schuster bleib bei deinen Leisten est numéro un des ventes en 1954. Plus tard il travaille avec Howard Carpendale, Graham Bonney et d'autres artistes du schlager, produit de la musique easy listening. En 1973, Dies est producteur du groupe Bläck Fööss.